# Fizzonasco
Fizzonasco (Fizzonasch in dialetto milanese, AFI: [fiʦʦuˈnask]) è una frazione del comune di Pieve Emanuele nella città metropolitana di Milano, posto a nord del centro abitato, verso la tangenziale Ovest di Milano.

## Storia
Fu un antico comune del Milanese il cui territorio confinava con Ponte Sesto a nord, Opera ad est, e Tolcinasco a sud e ad ovest. Al censimento voluto dall'imperatrice Maria Teresa nel 1751, la comunità fece registrare solo 95 residenti.
Alla proclamazione del Regno d'Italia nel 1805 risultava avere 200 abitanti. Nel 1809 fu soppresso con regio decreto di Napoleone ed annesso a Pieve, la quale fu poi a sua volta inglobata in Basiglio nel 1811. Il Comune di Fizzonasco fu ripristinato con il ritorno degli austriaci, che tuttavia tornarono sui loro passi nel 1841, stabilendo la definitiva unione comunale con Pieve, alla cui parrocchia apparteneva.
Nel territorio della frazione di Fizzonasco aveva sede uno degli stabilimenti dell'azienda Face Standard. La notte del 6 ottobre 1974 lo stabilimento venne incendiato dai militanti milanesi di Autonomia Operaia.